# Bulbophyllum nematocaulon
Bulbophyllum nematocaulon är en orkidéart som beskrevs av Henry Nicholas Ridley. Bulbophyllum nematocaulon ingår i släktet Bulbophyllum och familjen orkidéer. Inga underarter finns listade i Catalogue of Life.